# Mike Hailwood
Stanley Michael Bailey Hailwood (Oxfordshire, Engleska, 2. travnja, 1940. – Warwickshire, Engleska, 23. ožujka 1981.) je bivši britanski vozač motociklističkih i automobilističkih utrka.

## Naslovi prvaka u motociklizmu
| Sezona | Klasa  | Momčad           | Pobjede | Bodovi |
| ------ | ------ | ---------------- | ------- | ------ |
| 1961.  | 250 cc | FB Mondial Honda | 4       | 44     |
| 1962.  | 500 cc | MV Agusta        | 5       | 40     |
| 1963.  | 500 cc | MV Agusta        | 7       | 56     |
| 1964.  | 500 cc | MV Agusta        | 7       | 40     |
| 1965.  | 500 cc | MV Agusta        | 8       | 48     |
| 1966.  | 250 cc | Honda            | 10      | 56     |
| 1966.  | 350 cc | Honda            | 6       | 48     |
| 1967.  | 250 cc | Honda            | 5       | 50     |
| 1967.  | 350 cc | Honda            | 6       | 40     |

## Rezultati u Formuli 1
| Sezona | Momčad             | Šasija            | Motor     | Utrke | Pobjede | Podiji | Bodovi | Plasman |
| ------ | ------------------ | ----------------- | --------- | ----- | ------- | ------ | ------ | ------- |
| 1963.  | Reg Parnell Racing | Lotus 24 Lola Mk4 | Climax V8 | 2     | 0       | 0      | 0      | —       |

## Vanjske poveznice
- Mike Hailwood Racing Reference